# Numijski jezici
Numic (Plateau Shoshonean).- Ime indijanskim jezicima i plemenima šošonske grane porodice Juto-Asteci, koja izvorno žive raspršena u području Velikog Slanog Bazena po američkim državama Nevada, Utah i dijelovima Kalifornije, u Oregonu, Idahu, Wyomingu, Arizoni, Coloradu, i novije vrijeme u Oklahomi. Numic-govornici, prije zvani Plateau Shoshoneans, granaju se na tri grane, to su: Western Numic, Central Numic i Southern Numic.

## Klasifikacija:
- Western (Zapadni) Numic, ova grana Šošona obuhvaća Indijance Northern Paiute (Sjeverni Pajuti), Western Mono, Eastern Mono, Owens Valley Paiute i od njih geografski izolirane Bannock Indijance iz jugoistočnog Idaha.
- Central (Središnji) Numic obuhvaćaju prave Šošone nastanjene u istočnoj Nevadi, sjevernom Utahu, zapadnom Wyomingu i južnom Idahu. Grupi pravih Shoshona pripadaju Šošoni u najužem smislu (Western Shoshoni, Northern Shoshoni, Lemhi Shoshoni, Sheep Eater Shoshoni, Eastern Shoshoni ili Wind River, i njihov ogranak Komanči), Gosiute, Panamint i Weber Ute.
- Southern (Južni) Numic obuhvaćaju mnoge bande Southern Paiuta (Pajuti ili Južni Pajuti), viz.: Las Vegas Pajuti, Kaibab, Uinkarets, Shivwits, Moapa; bande Ute Indijanaca (Red Lake, Fish Lake, Pahvant, Tumpanogots); Chemehuevi; Kawaiisu.

## Vanjske poveznice
- Ethnologue (14th)
- Ethnologue (15th)
- Numic Languages